# Ectropis rufina
Ectropis rufina är en fjärilsart som beskrevs av Claude Herbulot 1965. Ectropis rufina ingår i släktet Ectropis och familjen mätare. Inga underarter finns listade i Catalogue of Life.